# Cândido Godói
Cândido Godói è un comune del Brasile nello Stato del Rio Grande do Sul, parte della mesoregione del Noroeste Rio-Grandense e della microregione di Santa Rosa. Il comune è noto per l'alto numero di coppie di gemelli che vi nascono. Il fenomeno dei gemelli ha il suo epicentro a Linha São Pedro, un piccolo abitato all'interno della città di Cândido Godói, in una popolazione etnicamente omogenea di discendenza tedesca.

## La terra dei gemelli
Il rateo di nascite gemellari a Cândido Godói è del 10%, molto più alto dell'1,8% riscontrato nello Stato del Rio Grande do Sul. Si tratta di una percentuale insolita, al di sopra del più alto rapporto di parti gemellari per nazione, il 4,5-5% osservato nella Nigeria sudoccidentale. Metà (8 su 17) delle coppie di gemelli prese in esame in uno studio erano monozigote (di gemelli identici), leggermente di più della media del 30%. Le nascite gemellari furono notate a partire dagli inizi del '900, quando i primi coloni annoverarono 17 coppie di gemelli, e sono state osservate attraverso varie generazioni negli anni successivi del ventesimo secolo.
La popolazione è per lo più di discendenza polacca o tedesca; in particolare molti abitanti fanno risalire le proprie origini alla regione tedesca dello Hunsrück, dove la presenza di gemelli è più alta della media. La media di Cândido Godói potrebbe rispecchiare l'"effetto del fondatore": tratti genetici rari, che emergono per caso in un piccolo gruppo fondatore di una comunità (tra l'altro soggetta a isolamento), saranno più facilmente riscontrabili fra i loro discendenti che non nel resto della popolazione.

### Teorie
Si sa che il noto medico nazista Josef Mengele, che aveva condotto studi sui gemelli in Germania, fuggì in Sudamerica ai tempi dell'offensiva finale alleata contro il Terzo Reich. Lo storico argentino Jorge Camarasa ha proposto una teoria secondo cui Mengele avrebbe fatto esperimenti su alcune donne, il cui risultato sarebbe appunto l'alto numero di gemelli riscontrato localmente. Circa allo stesso momento dell'arrivo di Mengele nel Brasile del Sud, nel 1963, l'incidenza dei gemelli avrebbe cominciato a crescere, giungendo alla media attuale di uno su dieci, di cui più della metà sono dizigotici.
Camarasa sostiene che il medico nazista per diversi anni avrebbe curato le donne in gravidanza della città brasiliana con particolari medicinali, ottenendo quasi sempre lo stesso risultato: le neo-mamme avrebbero partorito decine di gemelli, tutti biondi e con gli occhi azzurri. Inoltre la maggior parte di questi neonati presentavano caratteristiche insolite per bambini nati in questi territori: i cittadini di Candido Godoi hanno confermato allo storico argentino che il dottor Mengele durante gli anni sessanta avrebbe visitato ripetutamente il borgo, curando con speciali trattamenti le donne del paese.
Tuttavia, questa teoria è stata contestata da uno storico locale, Paulo Sauthier, il quale dice che Mengele non avrebbe studiato i gemelli nel periodo che trascorse in Brasile. Inoltre, secondo i genetisti, la spiegazione più plausibile per l'alta frequenza di gemelli sarebbe data da isolamento genetico e unioni fra consanguinei. Alcuni documenti indicherebbero che le frequenti nascite gemellari sarebbero antecedenti all'arrivo di Mengele in Sud America.
Il fenomeno delle numerose nascite di gemelli non è esclusivo di Cândido Godói, anzi è stato osservato anche nel villaggio di Igbo-Ora in Nigeria, nel villaggio di Kodinji in India e in quello di Uvac in Bosnia ed Erzegovina.